# هنري سكولكرافت
هنري رو سكولكرافت (28 مارس 1793 - 10 ديسمبر 1864) كان جغرافيًا وجيولوجيًا وعالم أعراق أمريكيًا، واشتهر بدراساته المبكرة عن ثقافات الأمريكيين الأصليين، وكذلك برحلته الاستكشافية عام 1832 إلى منبع نهر المسيسيبي. وهو معروف أيضًا بدراسته الرئيسية المكونة من ستة مجلدات عن الأمريكيين الأصليين بتكليف من الكونغرس ونشرها في خمسينيات القرن التاسع عشر.
شغل منصب وكيل الولايات المتحدة الهندي في ميشيغان لفترة بدأت في عام 1822. وخلال تلك الفترة أطلق أسماءً على العديد من المقاطعات المنظمة حديثًا، وغالبًا ما ابتكر مصطلحات جديدة ادعى أنها مستمدة من لغات السكان الأصليين.
في ميشيغان تزوج بجين جونستون، ابنة تاجر فراء إسكتلندي أيرلندي بارز ومن أم تنتمي إلى قبيلة أجيبوي، وكانت ابنة رفيعة المستوى لوبوجيغ (القائد الحربي). وعاشت جونستون مع عائلتها في سولت سانت ماري في ميشيغان.
كانت جونستون ثنائية اللغة ومتعلمة وقد نشأت في أسرة متعلمة. وعلمت سكولكرافت اللغة الأوجيبوية والكثير عن ثقافتها الأمومية. وأنجبا عدة أطفال، لكن اثنين منهم فقط عبرا مرحلة الطفولة. وهي معروفة الآن بشعرها وكتاباتها الأخرى كأول كاتبة أدبية أمريكية أصلية في الولايات المتحدة.
واصل سكولكرافت دراسة القبائل الأمريكية الأصلية ونشر أعمال عنها. وفي عام 1833 انتُخب عضوًا في الجمعية الفلسفية الأمريكية.
بحلول عام 1846 توفيت جين. وفي ذلك العام كلف الكونغرس سكولكرافت بإجراء دراسة كبرى تُعرف باسم القبائل الهندية في الولايات المتحدة. ونُشرت تلك الدراسة في ستة مجلدات منذ عام 1851 حتى عام 1857، ووضع سيث إيستمان رسومات الدراسة، وهو ضابط عسكري يتمتع بخبرة واسعة كرسام للشعوب الأصلية.
تزوج سكولكرافت مرة أخرى في عام 1847 بماري هوارد، وهي من عائلة تمتلك العبيد في ولاية كارولاينا الجنوبية. وفي عام 1860 نشرت ماري رواية القفاز الأسود الأكثر مبيعًا. وقد كانت جزءًا من الأدب المناهض لتوم، والذي كُتب ضمن الرد الجنوبي على الكتاب الأكثر مبيعًا كوخ العم توم من تأليف هارييت بيتشر ستو الناشطة في حركة التحرير من العبودية في الشمال.

## النشأة وتعليمه
وُلد سكولكرافت عام 1793 في غويدرلاند في مقاطعة ألباني بنيويورك، وهو ابن لورانس سكولكرافت ومارغريت آن باربارا (لقبها قبل الزواج رو) سكولكرافت. وقد دخل كلية الاتحاد في سن 15 عامًا ثم التحق بكلية ميدلبوري. وكان مهتمًا بشكل خاص بالجيولوجيا وعلم المعادن.
كان والده صانع زجاج، ودرس سكولكرافت في البداية وعمل في نفس الصناعة. وفي سن الرابعة والعشرين كتب أول بحث له حول موضوع علم الجسم الزجاجي (1817). وبعد العمل في العديد من مصانع الزجاج في نيويورك وفيرمونت ونيوهامبشير ترك سكولكرافت الشاب شركة العائلة في سن 25 عامًا لاستكشاف الحدود الغربية.

## الاستكشاف والمسح الجيولوجي
في الفترة من 18 نوفمبر حتى فبراير 1819 بدأ سكولكرافت ورفيقه ليفي بيتيبون برحلة استكشافية امتدت من بوتوسي بولاية ميزوري إلى ما يعرف الآن بسبرينغفيلد. وسافرا إلى أدنى النهر الأبيض باتجاه أركنساس، وأجريا مسحًا للجغرافيا والجيولوجيا والمعادن في المنطقة. ونشر سكولكرافت هذه الدراسة باسم نظرة على مناجم الرصاص في ميزوري (1819). وقد حدد في هذا الكتاب بشكل صحيح إمكانية وجود رواسب الرصاص في المنطقة. وأصبحت ولاية ميزوري في النهاية الولاية الأولى المنتجة للرصاص. (كان المستعمرون الفرنسيون قد طوروا في وقت سابق منجمًا للرصاص خارج سانت لويس في القرن الثامن عشر). كما نشر يوميات جولة في المناطق الداخلية من ولاية ميزوري وأركانسو (1821)، وهو أول ما كُتب عن الاستكشاف الأوروبي الأمريكي لجبال الأوزارك.
لفتت رحلة سكولكرافت الاستكشافية ومنشوراته الناتجة عنها انتباه وزير الحرب جون سي كالهون، الذي اعتبره «رجل الصناعة والطموح والفضول الذي لا يشبع». وأوصى كالهون حاكم ميشيغان الإقليمي لويس كاس بأن يصطحب سكولكرافت في رحلة استكشافية معه لاستكشاف المنطقة البرية لبحيرة سوبيريور والأراضي الواقعة غرب نهر المسيسيبي العلوي. وابتداءً من ربيع عام 1820 عمل سكولكرافت كجيولوجي في بعثة لويس كاس الاستكشافية. وبدءًا من ديترويت سافرا ما يقرب من 2000 ميل (3200 كم) على طول بحيرة هرون وبحيرة سوبيريور غربًا إلى نهر المسيسيبي، وأدنى النهر إلى ولاية أيوا الحالية، ثم عادا إلى ديترويت بعد تتبع شواطئ بحيرة ميشيغين.
كانت الرحلة تهدف إلى تحديد منبع نهر المسيسيبي. وكان الهدف أيضًا تسوية مسألة الحدود غير المتفق عليها بعد بين الولايات المتحدة وكندا البريطانية. ووصلت الرحلة إلى أعلى بحيرة سيدار الحمراء العليا في ولاية مينيسوتا الحالية. ونظرًا إلى أن انخفاض المياه حال دون الإبحار بعيدًا في اتجاه المنبع فقد حددت البعثة البحيرة كمنبع للنهر، وسُميت بحيرة كاس تكريمًا له. (ومع ذلك أشار سكولكرافت إلى أن السكان المحليين أبلغوا المستكشفين أنه من الممكن الإبحار بقارب الكانو بعيدًا إلى المنبع في وقت أخر من العام حين تكون مستويات المياه أعلى). ونُشرت رواية سكولكرافت للرحلة باسم يوميات سردية للأسفار عبر المناطق الشمالية الغربية، إلى منابع نهر المسيسيبي (1821).
في عام 1821 كان عضوًا في رحلة استكشافية حكومية أخرى سافرت عبر إلينوي وإنديانا وأوهايو. وفي عام 1832 قاد رحلة استكشافية ثانية إلى منابع نهر المسيسيبي. ووصل قبل شهر من موعد رحلة عام 1820، وتمكن من الاستفادة من ارتفاع مستوى المياه للانتقال إلى بحيرة إتاسكا.

## زواجه وأسرته
التقى سكولكرافت بزوجته الأولى جين جونستون بعد فترة وجيزة من تعيينه كأول عميل هندي أمريكي في منطقة ميشيغان في عام 1822 في سولت سانت ماري. وقبل عامين بنت الحكومة فورت برادي وأرادت تأسيس وجود رسمي لمنع أي تهديد بريطاني متجدد بعد حرب 1812. وحاولت الحكومة ضمان قبيلة أجيبوي ضد التحريض البريطاني.
كانت جين الابنة الكبرى لجون جونستون، وهو تاجر فراء إسكتلندي أيرلندي بارز، وزوجته Ozhaguscodaywayquay (سوزان جونستون) ابنة زعيم الأوجيبوي وبوجيغ وزوجته. وكان كلا الزوجين يتمتعان بمكانة عالية. وكان لديهما ثمانية أطفال، وكانت عائلتهم الثرية والمثقفة معروفة جيدًا في المنطقة.
كانت جين تُعرف أيضًا باسم Bamewawagezhikaquay (المرأة صاحبة الصوت الذي تصدره النجوم وهي تندفع عبر السماء). وشاركت معرفتها بلغة وثقافة الأوجيبوي مع سكولكرافت، وشكلت جزئيًا المصدر لقصيدة لونغفيلو الملحمية أغنية هاياواثا.
أنجب هنري وجين أربعة أطفال:
- ويليام هنري (يونيو 1824 - مارس 1827) توفي بسبب الخانوق وهو في سن الثالثة تقريبًا. وكتبت جين سكولكرافت قصائد تعبر فيها عن حزنها لخسارته.
- ابنة ميتة (نوفمبر 1825).
- جين سوزان آن (14 أكتوبر 1827 - 25 نوفمبر 1892، ريتشموند، فيرجينيا)، وتُدعى جاني.
- جون جونستون (2 أكتوبر 1829 - 24 أبريل 1864)، خدم في الحرب الأهلية لكنه أصيب في معركة غيتيسبيرغ وأصبح معاقًا. وتوفي عن عمر يناهز 34 عامًا في إلميرا، نيويورك.
أرسلت أسرة سكولكرافت جاني وجون إلى مدرسة داخلية في ديترويت كجزء من تعليمهما. وكانت جاني في الحادية عشرة من عمرها قادرة على التعامل مع هذه المرحلة الانتقالية، لكن جون في التاسعة من عمره واجه وقتًا أكثر صعوبة وكان يفتقد والديه.
كان زواج أسرة سكولكرافت أدبيًا وأنتج مجلة عائلية. إذ كتب الزوجان الشعر لبعضهما في رسائل على مر السنين. وعانت جين من أمراض متكررة، ثم توفيت عام 1842 أثناء زيارتها لأختها في كندا، ودُفنت في كنيسة القديس يوحنا الأنجليكانية في أنكاستر بولاية أونتاريو.
في 12 يناير عام 1847 بعد الانتقال إلى واشنطن العاصمة تزوج سكولكرافت مرة أخرى في سن 53 عامًا بماري هوارد (توفيت في 12 مارس 1878). وكانت جنوبية ومالكة للعبيد من عائلة زراعية نخبوية في منطقة بوفورت في ولاية كارولاينا الجنوبية. وأدى دعمها للعبودية ورفضها للزيجات مختلطة الأعراق إلى خلق توترات في علاقتها مع أولاد سكولكرافت. وقد ابتعدوا عنها وعن والدهم.
بعد أن أصيبت يدا سكولكرافت بالشلل في عام 1848 بسبب حالة روماتيزمية، كرست ماري الكثير من اهتمامها لرعايته ومساعدته على إكمال دراسته المكثفة عن الأمريكيين الأصليين، والتي كلفه بها الكونغرس في عام 1846.
في عام 1860 نشرت ماري رواية القفاز الأسود: قصة حياة المزارع في ولاية كارولاينا الجنوبية (التي قالت إن زوجها شجعها على كتابتها). وهي أحد الكتب العديدة المؤيدة للعبودية التي نُشرت ردًا على كتاب هارييت بيتشر ستو الأكثر مبيعًا كوخ العم توم، ومثل هذه الدفاعات عن العبودية التي نُشرت في العقد الذي سبق الحرب الأهلية الأمريكية أصبحت تُعرف باسم الأدب المناهض لتوم. وأصبحت روايتها من أكثر الكتب مبيعًا، على الرغم من أنها لم تصل إلى مستوى مبيعات ستو.